# Fermoselle
Fermoselle is een gemeente in de Spaanse provincie Zamora in de regio Castilië en León met een oppervlakte van 68,13 km². Fermoselle telt 1.277 inwoners (1 januari 2016). Fermoselle is samen met Vitigudino de hoofdstad van de comarca Arribes.